# 55. ceremonia wręczenia Złotych Globów
Złote Globy za rok 1997 zostały przyznane 18 grudnia 1997 roku w Beverly Hilton Hotel w Beverly Hills w 13 kategoriach filmowych i 11 kategoriach telewizyjnych. Uroczysta ceremonia wręczenia nagród Stowarzyszenia Prasy Zagranicznej w Hollywood odbyła się po raz 55.
Lista zwycięzców (pogrubione) oraz nominowanych w poszczególnych kategoriach:

## Kino
Najlepszy dramat:
- Amistad
- Bokser
- Buntownik z wyboru
- Tajemnice Los Angeles
- Titanic

Najlepszy musical lub komedia:
- Lepiej być nie może
- Goło i wesoło
- Faceci w czerni
- Mój chłopak się żeni
- Fakty i akty

Najlepszy aktor w dramacie:
- Matt Damon – Buntownik z wyboru
- Daniel Day-Lewis – Bokser
- Leonardo DiCaprio – Titanic
- Peter Fonda – Złoto Uleego
- Djimon Hounsou – Amistad

Najlepszy aktor w musicalu lub komedii:
- Jim Carrey – Kłamca, kłamca
- Dustin Hoffman – Fakty i akty
- Samuel L. Jackson – Jackie Brown
- Kevin Kline – Przodem do tyłu
- Jack Nicholson – Lepiej być nie może

Najlepsza aktorka w dramacie:
- Helena Bonham Carter – Miłość i śmierć w Wenecji
- Judi Dench – Jej wysokość pani Brown
- Jodie Foster – Kontakt
- Jessica Lange – Tysiąc akrów krzywd
- Kate Winslet – Titanic

Najlepsza aktorka w musicalu lub komedii:
- Joey Lauren Adams – W pogoni za Amy
- Pam Grier – Jackie Brown
- Helen Hunt – Lepiej być nie może
- Jennifer Lopez – Selena
- Julia Roberts – Mój chłopak się żeni

Najlepszy aktor drugoplanowy:
- Rupert Everett – Mój chłopak się żeni
- Anthony Hopkins – Amistad
- Greg Kinnear – Lepiej być nie może
- Burt Reynolds – Boogie Nights
- Jon Voight – Zaklinacz deszczu
- Robin Williams – Buntownik z wyboru

Najlepsza aktorka drugoplanowa:
- Kim Basinger – Tajemnice Los Angeles
- Joan Cusack – Przodem do tyłu
- Julianne Moore – Boogie Nights'
- Gloria Stuart – Titanic
- Sigourney Weaver – Burza lodowa

Najlepsza reżyseria:
- James L. Brooks – Lepiej być nie może
- James Cameron – Titanic
- Curtis Hanson – Tajemnice Los Angeles
- Jim Sheridan – Bokser
- Steven Spielberg – Amistad

Najlepszy scenariusz:
- Lepiej być nie może – Mark Andrus oraz James L- Brooks
- Buntownik z wyboru – Matt Damon oraz Ben Affleck
- Tajemnice Los Angeles – Brian Helgeland oraz Curtis Hanson
- Titanic – James Cameron
- Fakty i akty – Hilary Henkin oraz David Mamet

Najlepsza muzyka:
- Gattaca – szok przyszłości – Michael Nyman
- Kundun – życie Dalaj Lamy – Philip Glass
- Tajemnice Los Angeles – Jerry Goldsmith
- Siedem lat w Tybecie – John Williams
- Titanic – James Horner

Najlepsza piosenka:
- „Go the Distance” – Hercules
- „Journey to the Past” – Anastazja
- „My Heart Will Go On” – Titanic
- „Once Upon A December” – Anastazja
- „Jutro nie umiera nigdy” – Jutro nie umiera nigdy

Najlepszy film zagraniczny:
- Artemisia – Francja
- Właściwy mężczyzna (Il Testimone Dello Sposo) – Włochy
- Lea – Niemcy
- Różowe lata (Ma Vie en Rose) – Belgia
- Złodziej (Vor) – Rosja

## Telewizja
Najlepszy serial dramatyczny:
- Szpital Dobrej Nadziei
- Ostry dyżur
- Prawo i porządek
- Nowojorscy gliniarze
- Z Archiwum X

Najlepszy serial komediowy lub musical:
- Ally McBeal
- Frasier
- Przyjaciele
- Kroniki Seinfelda
- Spin City
- Trzecia planeta od Słońca

Najlepszy miniserial lub film telewizyjny:
- Don King: Only in America
- George Wallace
- Miss Evers’ Boys
- Odyseja
- Dwunastu gniewnych ludzi

Najlepszy aktor w dramacie:
- Kevin Anderson – Nothing Sacred
- George Clooney – Ostry dyżur
- David Duchovny – Z Archiwum X
- Anthony Edwards – Ostry dyżur
- Lance Henriksen – Millennium

Najlepszy aktor w serialu komediowym lub musicalu:
- Michael J. Fox – Spin City
- Kelsey Grammer – Frasier
- John Lithgow – Trzecia planeta od Słońca
- Paul Reiser – Szaleję za tobą
- Jerry Seinfeld – Kroniki Seinfelda

Najlepszy Aktorw miniserialu lub filmie telewizyjnym:
- Armand Assante – The Odyssey
- Jack Lemmon – Dwunastu gniewnych ludzi
- Matthew Modine – Co usłyszał głuchy
- Ving Rhames – Don King: Only in America (Rhames przekazał nagrodę Jackowi Lemmonowi)
- Gary Sinise – George Wallace

Najlepsza aktorka w dramacie:
- Gillian Anderson – Z Archiwum X
- Kim Delaney – Nowojorscy gliniarze
- Roma Downey – Dotyk anioła
- Christine Lahti – Szpital Dobrej Nadziei
- Julianna Margulies – Ostry dyżur

Najlepsza aktorka w musicalu lub komedii:
- Kirstie Alley – Sekrety Weroniki
- Ellen DeGeneres – Ellen
- Jenna Elfman – Dharma i Greg
- Calista Flockhart – Ally McBeal
- Helen Hunt – Szaleję za tobą
- Brooke Shields – A teraz Susan

Najlepsza aktorka w miniserialu lub filmie telewizyjnym:
- Ellen Barkin – Zanim kobietom wyrosły skrzydła
- Jena Malone – Hope
- Vanessa Redgrave – Kobiety mafii
- Meryl Streep – Po pierwsze nie szkodzić
- Alfre Woodard – Miss Evers’ Boys

Najlepszy aktor drugoplanowy:
- Jason Alexander – Kroniki Seinfelda
- Michael Caine – Mandela i de Klerk
- David Hyde Pierce – Frasier
- Eriq La Salle – Ostry dyżurr
- George C. Scott – Dwunastu gniewnych ludzi
- Noah Wyle – Ostry dyżur

Najlepsza aktorka drugoplanowa:
- Joely Fisher – Ellen
- Angelina Jolie – George Wallace
- Della Reese – Dotyk anioła
- Gloria Reuben – Ostry dyżur
- Mare Winningham – George Wallace